# La segunda oportunidad
La segunda oportunidad fue un programa de TVE, que tenía como su principal objetivo concienciar a los conductores para reducir los accidentes de tráfico.   Fue emitido originalmente entre 1978 y 1979, aunque tuvo varias reposiciones.

## Contenido
Con la dirección de Fernando Navarrete, presentado por el periodista y aficionado al motor, Paco Costas, narrado por Rafael Taibo y con la colaboración del francés Alain Petit (uno de los mejores especialistas cinematográficos), este programa de seguridad vial recreaba accidentes de tráfico con gran realismo, y recomendaba la forma en que debían actuar los conductores ante situaciones comprometidas. La música de la serie estuvo a cargo del compositor Julio Mengod. 
El programa comenzaba con el espectacular choque real de un coche contra una roca y la frase "el hombre es el único animal que tropieza dos veces en la misma piedra". A lo largo de 24 entregas se cubrieron muy diversos casos en los que se podía producir un accidente, y la forma de evitarlo:
1. Frenada en curva
2. Mientras la ciudad duerme
3. La lluvia
4. Mal uso de potencia
5. Uso del volante en curva
6. La excursión
7. El tractor
8. La luz
9. Ver y ser vistos
10. Curva con tierra
11. La moto
12. Bajada en puerto
13. Curva con agua
14. Carretera de tierra
15. La nieve
16. Carril de aceleración
17. Vuelco en la autopista
18. Alcance por detrás
19. Choque de frente
20. El perro
21. Camionetas de reparto
22. El reventón
23. Manos al volante
24. El mar

Fuente: Comisariado Europeo del Automóvil